# Proagra
Proagra là một chi bướm đêm thuộc họ Geometridae.